# Lepechinia
Lepechinia, rod bilja, uglavnom trajnica i grmova iz tropskih predjela Srednje i Južne Amerike s četrdesetak priznatih vrsta. Ime je dobio je jednom ruskom botaničaru. Pripada porodici usnača.
Rosd je danas smješten u vlastiti podtribus Lepechiniinae, dio tribusa Prunelleae.

## Vrste
1. Lepechinia anomala Epling
2. Lepechinia bella Epling
3. Lepechinia betonicifolia (Lam.) Epling
4. Lepechinia bullata (Kunth) Epling
5. Lepechinia calycina (Benth.) Epling
6. Lepechinia cardiophylla Epling
7. Lepechinia caulescens (Ortega) Epling
8. Lepechinia chilensis (Molina) R.Morales
9. Lepechinia cocuyensis J.R.I.Wood
10. Lepechinia codon Epling
11. Lepechinia conferta (Benth.) Epling
12. Lepechinia dioica J.A.Hart
13. Lepechinia flammea Mart.Gord. & Lozada-Pérez
14. Lepechinia floribunda (Benth.) Epling
15. Lepechinia fragrans (Greene) Epling
16. Lepechinia ganderi Epling
17. Lepechinia glomerata Epling
18. Lepechinia graveolens (Regel) Epling
19. Lepechinia hastata (A.Gray) Epling
20. Lepechinia heteromorpha (Briq.) Epling
21. Lepechinia lamiifolia (Benth.) Epling
22. Lepechinia lancifolia (Rusby) Epling
23. Lepechinia leucophylloides (Ramamoorthy, Hiriart & Medrano) B.T.Drew, Cacho & Sytsma
24. Lepechinia marica Epling & Mathias
25. Lepechinia mecistandrum (Donn.Sm.) H.K.Moon
26. Lepechinia mexicana (S.Schauer) Epling
27. Lepechinia meyenii (Walp.) Epling
28. Lepechinia mollis (Epling) Epling
29. Lepechinia mutica (Benth.) Epling
30. Lepechinia nelsonii (Fernald) Epling
31. Lepechinia nubigena J.R.I.Wood & J.M.Mercado
32. Lepechinia paniculata (Kunth) Epling
33. Lepechinia radula (Benth.) Epling
34. Lepechinia rossii S.Boyd & Mistretta
35. Lepechinia rufocampi Epling & Mathias
36. Lepechinia salviae (Lindl.) Epling
37. Lepechinia salviifolia (Kunth) Epling
38. Lepechinia schiedeana (Schltdl.) Vatke
39. Lepechinia scobina Epling
40. Lepechinia speciosa (A.St.-Hil. ex Benth.) Epling
41. Lepechinia tomentosa (Benth.) Epling
42. Lepechinia urbani (Briq.) Epling
43. Lepechinia velutina J.R.I.Wood
44. Lepechinia vesiculosa (Benth.) Epling
45. Lepechinia vulcanicola J.R.I.Wood
46. Lepechinia yecorana Henrickson, Fishbein & T.Van Devender